# In the Navy
«In the Navy» es una canción grabada por el grupo de música disco Village People y lanzada en 1979 como primer sencillo de su álbum Go West.
Fue un éxito número uno en Canadá, Bélgica y Países Bajos, mientras que alcanzó el número dos en Irlanda, Noruega y el Reino Unido. "In the Navy" fue el último top 10 del grupo en los Estados Unidos, alcanzando el número tres.

## Posicionamiento en listas
| Lista (1979)                            | Máxima posición |
| --------------------------------------- | --------------- |
| Alemania (Offizielle Deutsche Charts)   | 3               |
| Australia (Kent Music Report)           | 7               |
| Austria (Ö3 Austria Top 40)             | 5               |
| Bélgica (Flandes) (Ultratop 50)         | 1               |
| Canadá (RPM Top Singles)                | 1               |
| Estados Unidos (Billboard Hot 100)      | 3               |
| Finlandia (The Official Finnish Charts) | 3               |
| Irlanda (IRMA)                          | 2               |
| Italia (Musica e dischi)                | 12              |
| Nueva Zelanda (Recorded Music NZ)       | 7               |
| Noruega (VG-lista)                      | 2               |
| Países Bajos (Dutch Top 40)             | 1               |
| Países Bajos (Mega Single Top 100)      | 1               |
| Reino Unido (UK Singles Chart)          | 2               |
| Suecia (Sverigetopplistan)              | 3               |
| Suiza (Schweizer Hitparade)             | 7               |

## Otras versiones
- El grupo español Parchís versionó esta canción en 1979, y se convirtió en una de sus canciones más populares. La versión se titula En la armada, cantada en español.[18]
- La banda de folk metal, Alestorm, versionó la canción en su sencillo "In the Navy" en el año 2013.[19]
- La banda de pop rock paródico Los Petersellers hizo una versión con una letra humorística en 1993. Se titula Indeleble.[20]